# Hjalmar Karlsson
Ernst Hjalmar Karlsson (* 1. März 1906 in Örebro; † 2. April 1992 in Ekerö) war ein schwedischer Segler.

## Erfolge
Hjalmar Karlsson, der Mitglied im Kungliga Svenska Segelsällskapet war, nahm an den Olympischen Spielen 1956 in Melbourne in der 5,5-Meter-Klasse neben Sture Stork als Crewmitglied von Skipper Lars Thörn teil. Die drei Schweden gewannen drei der sieben Wettfahrten und wurden mit 5527 Punkten Olympiasieger vor dem US-amerikanischen Boot um Robert Perry und dem von Jock Sturrock angeführten australischen Boot.
Seine Söhne Arne und Per-Olof waren ebenfalls Segler und Teilnehmer an olympischen Regatten.